# Битва за архипелаг Пэнху
Битва за архипелаг Пэнху (кит. трад.  澎湖海戰, 10—16 июня 1683) — сухопутно-морское сражение между силами Цинской империи и войсками, выступавшими от имени династии Мин.

## Предыстория
В 1681 году, после окончания войны «саньфань», под контролем маньчжурской империи Цин оказался весь материковый Китай. Лишь остров Тайвань и острова в Тайваньском проливе оставались под контролем сил, сохранявших верность династии Мин (де-факто эти территории образовывали независимое государство).

## Ход событий
К 1683 году для нанесения окончательного удара по Тайваню цинскими властями была подготовлена армия вторжения численностью в 100 тысяч человек и флот размером порядка 600 кораблей. Командовал этими силами адмирал Ши Лан. Перед тем, как высаживаться собственно на Тайване, он решил захватить лежавший на полпути к острову архипелаг Пэнху. Архипелаг защищали силы под командованием Лю Госюаня.
Ши Лан разделил свой флот на ряд маленьких эскадр, которые связали боем флот Лю Госюаня; тем временем ещё одна эскадра осуществила высадку десанта на сам архипелаг. Бой на суше и воде длился несколько дней, однако закупленные цинскими властями у голландцев пушки и лучшее качество кораблей сыграли свою роль: практически весь флот Лю Госюаня оказался уничтоженным, а он сам попал в плен. База на островах также была захвачена цинскими войсками, несмотря на яростное сопротивление её защитников.

## Итоги и последствия
После падения архипелага Пэнху Тайвань остался беззащитным, и правивший там Чжэн Кэшуан по совету своих приближённых капитулировал без боя. Так завершилось маньчжурское завоевание Китая.